# Grasschnecken
Die Grasschnecken (Valloniidae) sind eine Familie der Schnecken aus der Unterordnung der Landlungenschnecken (Stylommatophora). Derzeit sind etwa 70 Arten beschrieben.

## Merkmale
Die Gehäuseform ist innerhalb der Familie sehr variabel; von flachkonisch bis hochkonisch. Die sehr kleinen  bis kleinen Gehäuse werden bis etwa 5 mm hoch und bis etwa 3,5 mm breit. Sie haben 3 bis 3,5 Windungen (bei Vallonia), über 4 bei Acanthinula und bis 6 Umgänge bei Spermodea. Die Mündung ist meist ohne Zähne oder Verdickungen. Der Nabel ist weit und offen. Die Schale ist dünn und durchscheinend. Die Oberfläche ist glatt, mit freien Anwachsstreifen oder mit Rippen bedeckt; bei Acanthinula sind die Rippen auf der Peripherie in dreieckige Fortsätze ausgezogen. Die Farbe reicht von grauweiß bis gelbbraun.
Im zwittrigen Genitalapparat sind Penis und Epiphallus vorhanden. Die Prostata besteht aus wenigen Loben an der Basis der Albumindrüse. Am Penis setzt gewöhnlich ein Blindsack (Caecum) und ein Appendix an. Der Stiel der Spermathek ist relativ kurz; ein Divertikel am Stiel ist manchmal vorhanden.

## Geographische Verbreitung und Lebensraum
Die Verbreitung der Familie ist holarktisch. Die Arten der Unterfamilie Acanthinulinae werden häufig in feuchten Wäldern gefunden, die Arten der Valloniinae besiedeln grasbedeckte, offene Standorte häufig in der Nähe von Fließgewässern.

## Systematik
Die Familie der Grasschnecken (Valloniidae) ist eine von 13 Familien der Überfamilie Pupilloidea. Andere Autoren stellen sie zur Überfamilie Orculoidea (die wiederum von den meisten Autoren nicht anerkannt wird). Sie wird von Bouchet und Rocroi (2005) nicht weiter unterteilt. Schileyko (1998) scheidet dagegen die zwei Unterfamilien Valloniinae und Acanthinulinae aus. Vollrath Wiese folgte 2014 dieser Untergliederung.
- Familie Grasschnecken (Valloniidae Morse, 1864)
  - Unterfamilie Valloniinae Morse, 1864
    - Gattung Gittenbergia Giusti & Manganelli, 1986
      -  Gittenbergia sororcula (Benoit, 1859)

    - Gattung Plagyrona Gittenberger, 1977
    - Gattung Planogyra Morse, 1864
    - Gattung Vallonia Risso, 1826

  - Unterfamilie Acanthinulinae Steenberg, 1917
    - Gattung Acanthinula Beck, 1847	
      - Stachelige Streuschnecke (Acanthinula aculeata (O. F. Müller, 1774))

    - Gattung †Esuinella Harzhauser, Neubauer & Georgopoulou in Harzhauser et al., 2014
    - Gattung Ptychopatula Pilsbry, 189
    - Gattung Pupisoma Stoliczka, 1873
    - Gattung Salpingoma Haas, 1937
    - Gattung Spermodea Westerlund, 1902
      - Bienenkörbchen (Spermodea lamellata (Jeffreys, 1833))

    - Gattung Zoogenetes Morse, 1864
      - Zoogenetes harpa (Say, 1824) (einzige Art der Gattung)

## Belege